# Joan Maria Vilallonga i Renom
Joan Maria Vilallonga i Renom (Barcelona, 26 de març de 1941) és un antic jugador d'hoquei sobre patins català de la dècada de 1960.

## Trajectòria
Germà del també jugador d'hoquei patins Joaquim Vilallonga, començà a destacar al CT Barcino, essent fitxat pel FC Barcelona el 1961. El 1964, juntament amb el seu germà, fitxà pel Reus Deportiu, club on desenvolupà la resta de la seva carrera, fins a la seva retirada el 1969.
 Fou entrenador del Reus Deportiu durant els anys 1977 i 1978.

## Palmarès
Reus Deportiu
- Copes d'Europa:
  - 1966-67, 1967-68, 1968-69
- Lliga Nacional:
  - 1966-67, 1968-69
- Copa d'Espanya:
  - 1966
- Campionat de Catalunya: 
  - 1967